# Jardín Edith Sánchez Ramírez

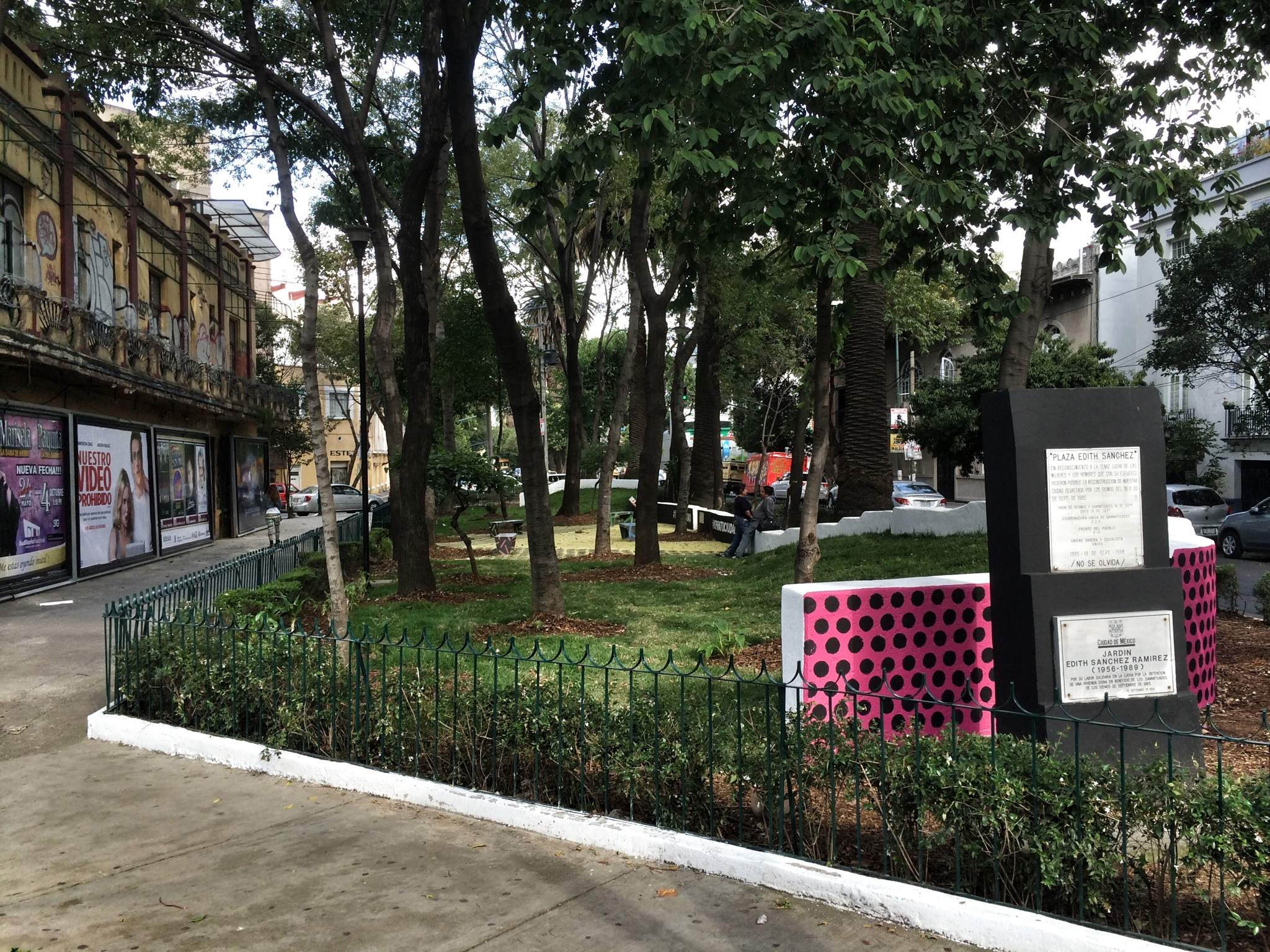
Jardín Edith Sánchez Ramírez en agosto del 2014

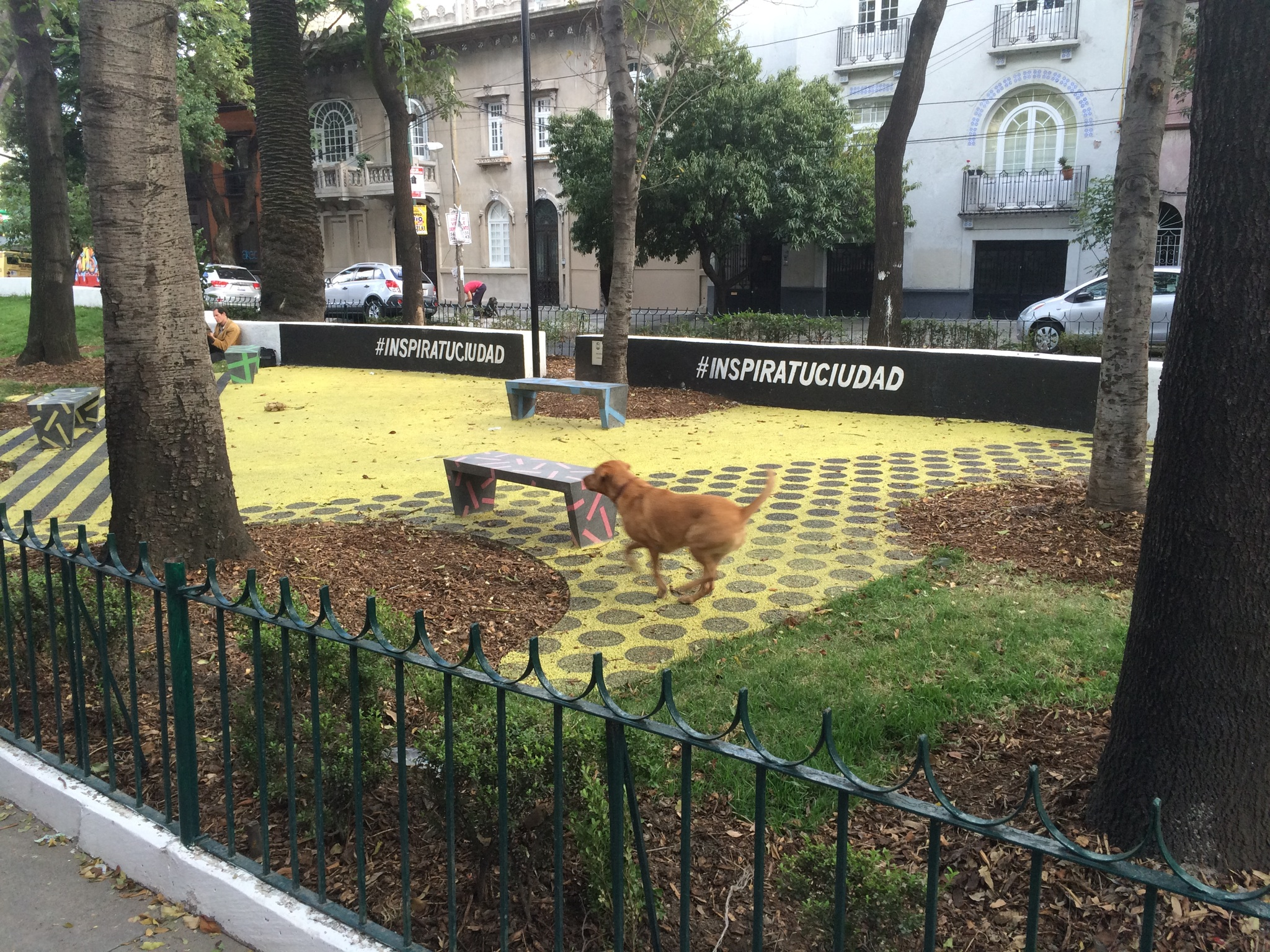
Perro jugando en el Jardín Edith Sánchez Ramírez

Jardín Edith Sánchez Ramírez es un parque de bolsillo en la Colonia Roma de la Ciudad de México. Se ubica en el espacio triangular que se forma entre las calles de Yucatán, San Luis Potosí y Tonalá. Honora a Edith Sánchez Ramírez, quien era activista quien ayudaba a los desamparados del Terremoto de México de 1985 a obtener viviendas. En 2012 el parque estaba descuidado y sucio pero fue renovado en 2014, pagado por American Eagle Outfitters.